# 博文 (小惑星)
博文（ひろぶみ、110743 Hirobumi）は小惑星帯の小惑星。愛媛県久万高原町の久万高原天体観測館で中村彰正が発見した。
2009年12月に、同年で没後100年を迎えた日本の初代首相、伊藤博文から命名された。